# Sender Dobl
Der Sender Dobl war eine Mittelwellen-Sendeanlage in Dobl, 14 km südwestlich von Graz, die 1939 bis 1941 erbaut wurde und 1941 im angeschlossenen Österreich in Betrieb ging. Geplant wurde die Anlage von Walther Schmidt in seiner Funktion als Ministerialrat des Reichspostministeriums.
Nach den Abrissen des 180 Meter hohen Kamins des Dampfkraftwerks Voitsberg (2015) und des 175 Meter hohen Kamins des Fernheizkraftwerks Neudorf-Werndorf (2017) ist der Sender Dobl hinter dem 2012 errichteten Kamin des Gas- und Dampfkraftwerks Mellach seit 2017 das zweithöchste Bauwerk der Steiermark. Vom Jahr seiner Errichtung bis zum Bau des Kamins in Voitsberg im Jahr 1975 hatte der Sender rund 35 Jahre lang den Titel als höchstes Bauwerk der Steiermark inne.

## Geschichte
Ab 1930 wurden in Deutschland sogenannte Großsender mit Leistungen über 60 kW errichtet. Ab 1938 rüsteten die Propagandaabteilungen der Nazis die Rundfunksender für den „Propagandakrieg“ auf; schnelle Frequenzwechsel von Großsendern sollten jederzeit möglich sein. Die Deutsche Reichspost sollte die bestehenden Sender umrüsten, konnte aber mit den bestehenden Anlagen diese Vorgabe nicht umsetzten. Deshalb wurden neue 100-kW-Sender u. a. in Breslau, Hamburg, Heilsberg (Polen, damals Ostpreußen), Mühlacker, Ismaning, Dobrochov bei Brno (Tschechien) und eben Dobl bei Graz errichtet. Dobl war damit einer der Deutschen Europa Sender mit der Bezeichnung ALPEN.
Der Sender Dobl nahm am 22. Februar 1941 auf 886 kHz mit 100 kW seinen Sendebetrieb auf. Dobl strahlte in den südosteuropäischen Raum. Nach der Eröffnung waren in der Anlage 24 Personen beschäftigt.
Als Antennenträger und Sendeturm verwendete er einen 156 Meter hohen, gegen Erde isolierten und abgespannten Stahlfachwerkmast, der in 63 und 113 Metern Höhe abgespannt ist. Der Mast hat ein Gewicht von 47 Tonnen und steht auf einer Fläche von etwa 50 m². Als einer der neuen „Umbausender“ waren die Sender für verschiedene Frequenzen jeweils mit besonderen Steuerquarzen ausgerüstet. Sie konnten sich in 10 bis 20 Minuten auf jede beliebige Frequenz zwischen 500 und 1500 kHz (Mittelwellenband) abstimmen lassen.
Trotz Angriffen von Tieffliegern war die längste Ausfallzeit zwei Stunden.
Bei Kriegsende sollte der Sender gesprengt werden. Die Zerstörung wurde aber von den Angestellten, die den Sender bis zum Eintreffen der Roten Armee besetzt hielten, verhindert.
Nach dem Krieg kam der Sender zu der von den Engländern eingerichteten Sendergruppe Alpenland. Dabei wurde vorerst aber auch nur das Programm der BBC in Richtung Jugoslawien gesendet. Ab Ende August 1948 sendete die BBC zuerst 2,5 Stunden, zu Jahresende dann 8 Stunden täglich in den Sprachen Tschechisch, Ungarisch, Serbokroatisch, Slowenisch, Rumänisch und Italienisch über Dobl. Ab März 1950 änderte der Sender nach Regulierung durch den Kopenhagener Wellenplan seine Sendefrequenz auf 1025 kHz und strahlte ab August 1950 auch ein 2. Programm aus.
Die österreichischen Behörden waren der Meinung, dass der starke Sender in Dobl besser mit Österreichischen Programmen genutzt werden sollte, da starke Sender für die Steiermark fehlten. Sie forderten eine Freigabe des Senders durch die Briten. Am 22. Januar 1954 wurde daraufhin die „Sendergruppe Alpenland“ dem im Jahr zuvor gegründeten Österreichischen Rundfunk (ORF) übergeben. Bis 1967 wurde das Programm Österreich 2 übertragen, später Ö1 und Ö Mix.
In den Jahren 1966 und 1967 wurde in dem Sender die alte Lorenz-Gleichwellenanlage gegen eine von Telefunken getauscht. 1976 bis 1977 wurde der Sendemast nochmals gründlich saniert und das Erdnetz neu verlegt; 1977 wurde der Kapazitätsring an der Mastspitze entfernt.
Der Sendebetrieb wurde mit 1. März 1984 eingestellt. Die gesamte Sendeanlage wurde vom ORF 1988 an die damalige Gemeinde Dobl verkauft. Im technischhistorischen Gutachten heißt es unter anderem:

„Es handelt sich um die letzte in Europa erhaltene Anlage der Umbausender aus der Zeit um 1940 …“

Im Sendergebäude befanden sich von 1995 bis 2015 die Studios des Privatsenders Antenne Steiermark.

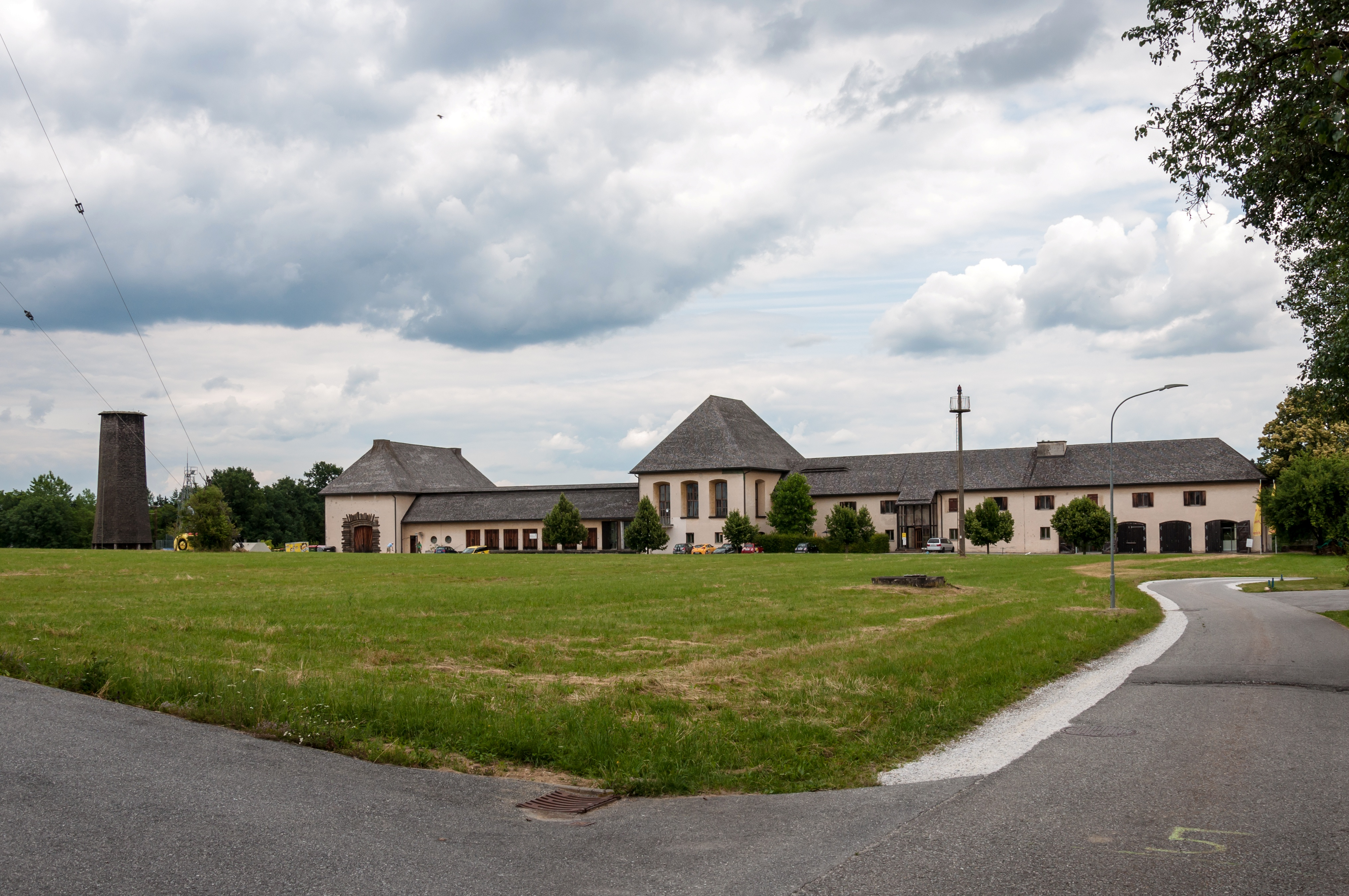
Hauptgebäude mit Kühlturm (aus Holz, achteckiger Grundriss, leicht konisch) im Norden
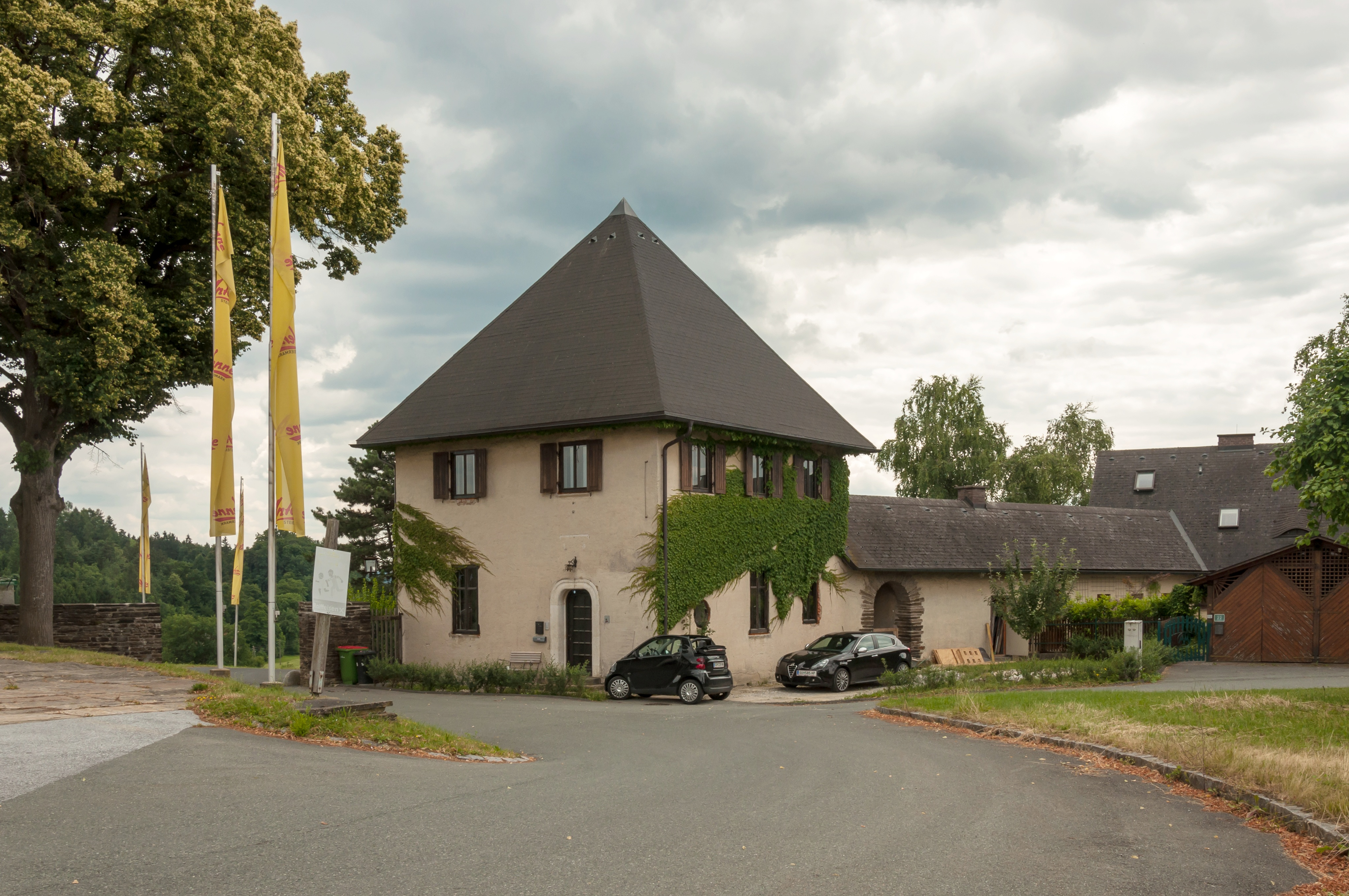
Wachhaus
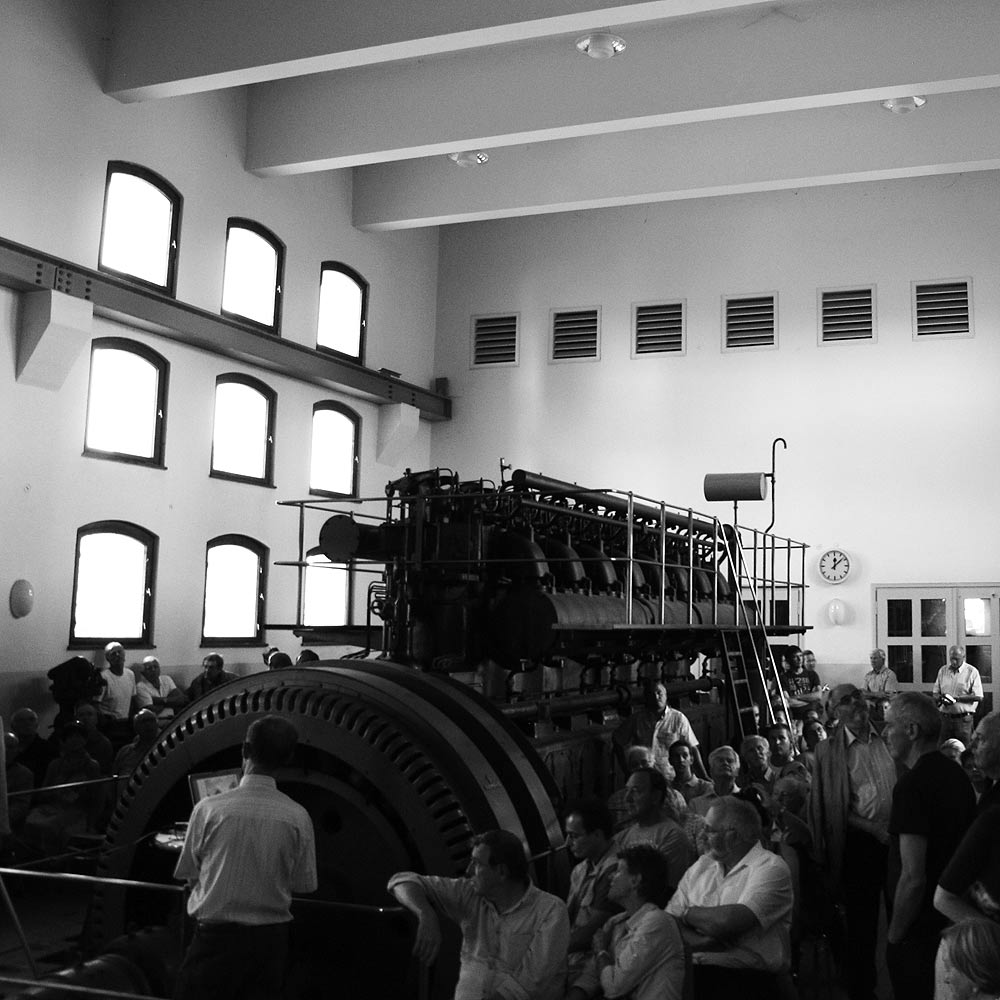
Das Notstromaggregat, ein 8-Zylinder-Dieselmotor der Klöckner-Humboldt-Deutz AG
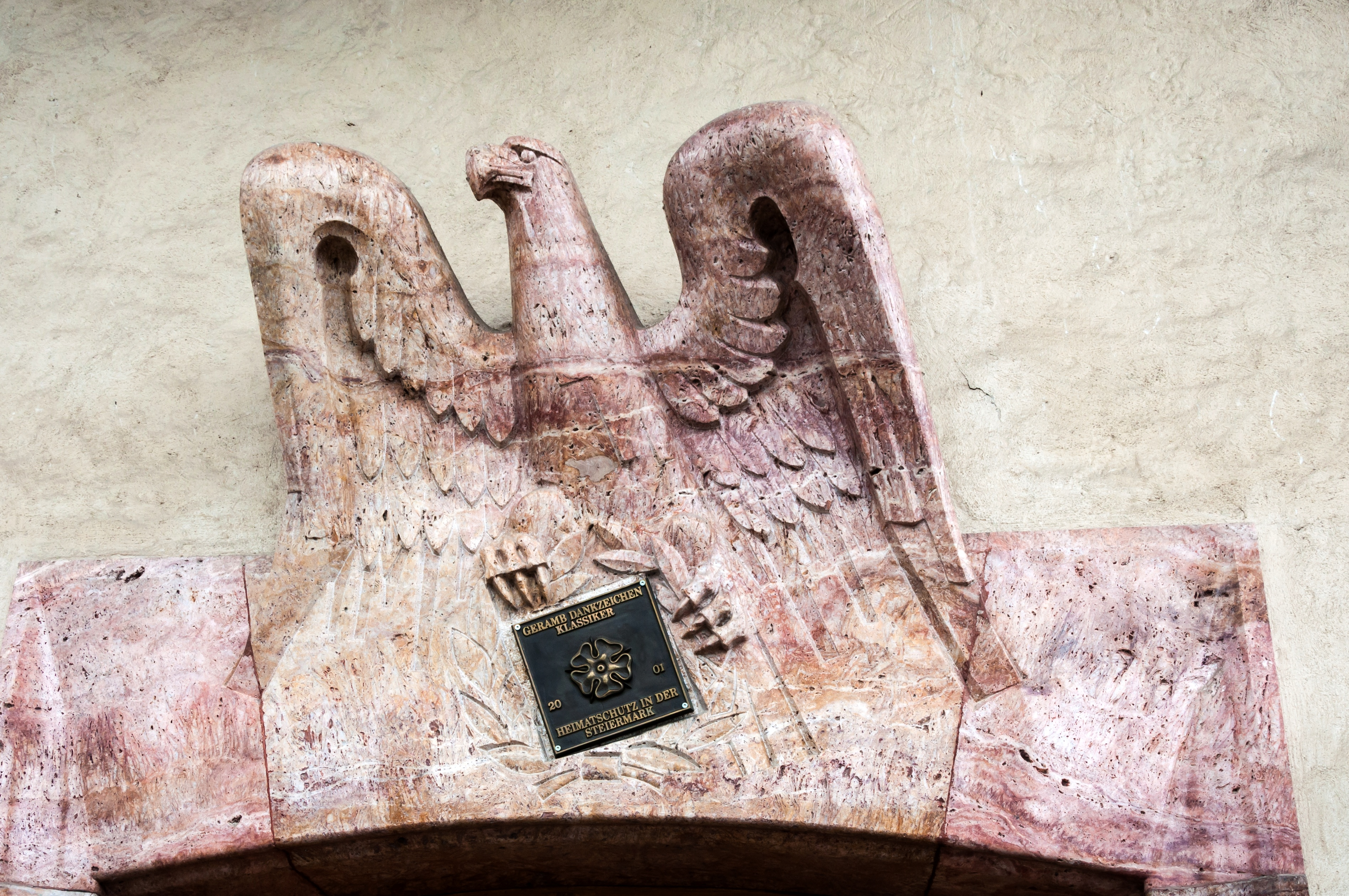
Entnazifizierter Reichsadler über dem Haupteingang hält nun ein Geramb-Dankzeichen in den Fängen.

## Aktuelle Verwendung
Heute ist der Sender als technisches Denkmal erhalten.
Der Mast und das Masthaus werden für den Amateurfunkdienst verwendet. Für Funkamateure stehen in Dobl folgende Dienste zur Verfügung:
- D-STAR-Relais (Amateurfunkrufzeichen OE6XDF)
- Packet-Radio-IGATE (OE6XPD)
- PACTOR-IGATE (OE6XPD)
- 23-cm-Relais (OE6XDF)
- EchoLink (OE6XDF)
- ATV-Relais (OE6XPD)
- APRS (OE6XRR)

Dobl beherbergt auch die Clubfunkstelle von ADL619 (Graz-Umgebung) mit dem Rufzeichen OE6XAD; dieselbe veranstaltet jedes Jahr zusammen mit ADL601 (Graz) einen Fieldday. Seit 2017 wird der Fieldday vom ÖVSV Landesverband Steiermark organisiert.
Seit 10. November 2020 bietet die in Graz ansässige Stiftung Move-Ment im ersten Stock des Gebäudes Kurse an.